# Хачилаев, Надиршах Мугадович
Надирша́х  Муга́дович Хачила́ев (10 июня 1959, Кума, Дагестанская АССР — 12 августа 2003, Махачкала, Дагестан, Россия) — российский политический деятель. Депутат Государственной думы Федерального собрания РФ II созыва, председатель Союза мусульман России, впоследствии признанного в РФ экстремистской организацией. В 1990-х и начале 2000-х годов занимался миротворческой деятельностью в ходе конфликта в Чечне. Состоял в оппозиции дагестанским властям, организатор захвата здания Госсовета Дагестана в 1998 году. Убит в 2003 году в Махачкале.

## Биография

### Становление
Родился 10 июня 1959 года в селении Кума Лакского района ДАССР, по национальности — лакец. Отец — пастух и член КПСС, мать — домохозяйка. У Надиршаха были братья — Магомед, Адам и Джабраил, а также две сестры.
В 1977 году окончил школу, после чего стал работать чабаном. Военную службу в Советской Армии проходил в спортивной роте на территории Белорусской и Украинской ССР. После прохождения службы вернулся в Махачкалу. Работал мастером, после — матросом «Ленинградрыбхолодфлота». Имел чёрный пояс по карате, выступал за ленинградскую городскую сборную. Учился в Краснодарском институте физической культуры и в Ленинградском физкультурном институте. В 1983 году в течение одного года учился на дневном отделении переводческого факультета Литературного института в семинарах Игоря Волгина и Евгения Долматовского. Затем перевёлся на заочное отделение, которое окончил в 1987 году. В 1990-е годы братья Хачилаевы стали известны как «осетровые короли», так как они сколотили состояние на рыбе и чёрной икре.

### Политическая деятельность
Входил в руководство ЛНД «Гази-Кумух», председателем которого был его брат Магомед. Назначен председателем  движения «Гражданский союз». Братья Магомед и Надиршах Хачилаевы также были известны как «лидеры лакского народа». 
После нападения на Кизляр отряда Салмана Радуева в январе 1996 года Хачилаев участвовал в переговорах с радуевцами в Первомайском. 19 февраля 1996 года при поддержке Абдул-Вахеда Ниязова возглавил Союз мусульман России, сменив муфтия Мукаддаса Бибарсова. В мае 1996 года спецслужбы Азербайджана передали властям Дагестана список граждан, въезд которых на территорию Азербайджана нежелателен. В списке из 96 человек был также Надиршах и другие активисты СМР. В 1996 году сопровождал секретаря Совета Безопасности РФ Александра Лебедя во время его поездки к президенту Ичкерии Аслану Масхадову в Чечню, участвовал в составлении и подписании Хасавюртовских соглашений.
8 декабря 1996 года, баллотируясь по Махачкалинскому территориальному округу № 11, одержал победу на выборах депутатов Государственной думы РФ второго созыва. С февраля 1997 года входил Комитет по международным делам ГД. С мая 1997 по апрель 1998 года состоял во фракции «Наш дом — Россия». С мая 1998 года — член Комитета по делам национальностей. Основной целью своей политической деятельности Надиршах обозначил «разоблачение коррумпированного дагестанского руководства». Надиршах Хачилаев был сторонником политического ислама, он выражал симпатии афганскому Талибану и ливийскому режиму Муаммара Каддафи. Примером для подражания считал шариатское государство имама Шамиля. В конце 1996 года трое лидеров организации «Египетский исламский джихад» Айман аз-Завахири, Абу Фарадж аль-Масри и Махмуд Хишам аль-Хеннави пытались нелегально попасть в Чечню, но были арестованы по пути в Дагестане, после этого депутат Хачилаев вступился за них, обратившись в Верховный суд Дагестана с заявлением, что это трое «бизнесменов», которые приехали «изучить рынок торговли продуктами питания», через несколько месяцев после ареста они были освобождены. Принимал в Дагестане лидера афроамериканской организации «Нация ислама» Луиса Фаррахана и ездил к нему в США. После появления информации о планах издания в России перевода книги «Сатанинские стихи» Салмана Рушди Хачилаев заявил о недопустимости подобного и согласился с фетвой аятоллы Хомейни об обязательности для мусульман убивать всех причастных к изданию.
Участвовал в освобождении заложников, захваченных вооружёнными группировками в Чечне в конце 1990-х. По данным газеты «КоммерсантЪ», освободил более 50 заложников. Один из них — 73-летний москвич Виталий Козьменко, проведший в чеченском плену более года.
20 мая 1998 года в Махачкале произошла перестрелка между силовиками и вооружёнными охранниками Надиршаха, последние были заблокированы в доме депутата. В ходе столкновений погибли сотрудники милиции. В результате на следующий день на центральной площади сторонники Хачилаевых собрали крупный митинг, который вылился в силовой захват здания Госсовета Республики Дагестан. Протестующие во главе с братьями Хачилаевыми удерживали здание сутки, пока проводились переговоры с властями республики. Впоследствии прокуратура обвинила Надиршаха и его брата Магомеда в организации массовых беспорядков, из-за чего 11 сентября 1998 года Госдума лишила Хачилаева депутатской неприкосновенности. После этого Хачилаев был объявлен в федеральный розыск, а его брат арестован. Союз мусульман России, возглавляемый Надиршахом, был признан Минюстом РФ экстремистской организацией. 
Скрывался в Чечне и в Кадарской зоне. Тем временем продолжал участвовать в освобождении заложников в Чечне, при его посредничестве был выдан политик Валентин Власов. В феврале 1999 года журналист Олег Блоцкий писал: «Мало кто знает о том, что за два последних года Хачилаев освободил из чеченского плена десятки российских солдат. Он не собирал прессу и не красовался на фоне пленных перед телекамерами. Он просто вывозил ребят в Махачкалу, покупал им билеты и отправлял домой».
В июле 1999 года Надиршах находился в селении Гиляны Ножай-Юртовского района Чечни. Согласно расследованию «Новой газеты», в этот период Хачилаев пригласил в соседнее село Зандак депутатов Госдумы РФ Дмитрия Рогозина, Тельмана Гдляна и двух российских генералов, включая заместителя начальника ГУБОП МВД России, чтобы в присутствии журналистов передать им двоих русских православных священников, ранее захваченных братьями Ахмадовыми. По данным «Новой газеты», Хачилаев не сумел договориться с Ахмадовыми об освобождении заложников, тем временем прибывшую группу делегатов окружила вооружённая группировка Багаутдина Магомедова. После более чем часовых переговоров с Хачилаевым Магомедов уступил и гости были отпущены.
По утверждению некоторых российских военных и политиков — Юрия Бирюкова и генерала Трошева — в августе и сентябре 1999 года участвовал в обороне Кадарской зоны от федеральных войск. Факт участия Надиршаха в боевых действиях в Карамахи подтверждается и в некрологе на «Кавказ-центре». В СМИ распространялась также информация о получении им ранения в ходе боёв. Сам Надиршах заявлял: «я в Карамахи был как посредник, договаривался со сторонами».

### Арест
В октябре 1999 года Надиршах Хачилаев был арестован в Москве, куда прибыл по приглашению ФСБ для проведения переговоров о его посредничестве в освобождении генерала Геннадия Шпигуна, который был похищен в марте 1999 года и находился в плену в Чечне. После ареста в поддержку братьев выступили 15 депутатов Госдумы и многие политики Дагестана.
В июне 2000 года был вместе со своим братом признан виновным в организации захвата заложников и незаконном хранении оружия и приговорён к полутора годам лишения свободы, а Магомед — к трём годам лишения свободы и 41 тысячи рублей штрафа. Однако оба были освобождены в зале суда в связи с амнистией Государственной думы по случаю 55-летия Победы. После освобождения Хачилаев в конце 2001 года поехал в Москву, чтобы представить президенту РФ проект мирного урегулирования ситуации в Чечне.
В январе 2002 года в Махачкале был задержан милицией, местная прокуратура обвинила его в случившемся 18 января 2002 года подрыве грузового автомобиля с военнослужащими 102-й бригады внутренних войск, из-за которого погибло семь человек. По заявлению силовиков, во время обыска его дома оперативники изъяли оружие и боеприпасы, а также кассеты с видеозаписями, на которых были запечатлены издевательства над российскими военными. При этом представитель УФСБ по Дагестану Мурад Гаджимурадов выразил недоумение действиями сотрудников милиции, задержавших Хачилаева, заявив, что те не поставили в известность ФСБ, ведущую уголовное дело по факту взрыва, и не понимает, какое отношение к этому взрыву имеет Хачилаев. 25 января, находясь в следственном изоляторе Лефортово, Хачилаев объявил бессрочную голодовку, выступив с требованием, чтобы его освободили из под стражи и провели беспристрастное расследование. 11 марта 2002 года Хачилаевы полностью оправданы судом.
В 2002 году выступил с резкой критикой ДУМД из-за централизации власти в руках членов группировки шейха Саида Ацаева. В марте 2003 года выдвинул свою кандидатуру на выборах депутатов Народного Собрания Республики Дагестан, но проиграл во втором туре. Планировал также выдвигаться в депутаты Госдумы РФ.

### Убийство
11 августа 2003 года Надиршах Хачилаев был убит. Это произошло возле его дома в Махачкале, когда Хачилаев выходил из своего автомобиля Toyota Land Cruiser. Шквальный огонь был открыт из проезжавшего мимо автомобиля ВАЗ 21099.
Сутки спустя на улице Пархоменко в Махачкале, где расположен особняк давнего оппонента Хачилаева мэра Махачкалы Саида Амирова, был найден автомобиль, из которого вёлся огонь, а в нём оружие — автомат Калашникова и пистолет-пулемёт «Кедр».
Среди версий убийства: предполагавшееся возвращение Хачилаева в большую политику, а также кровная месть — в мае 1998 года возле дома Хачилаева в перестрелке погибли несколько милиционеров, чьи родственники обещали отомстить.

## Творчество
Писал на русском и лакском языках художественную литературу и публицистику. Писал также картины, однако впоследствии перестал из-за религиозного запрета. В 1985 году на лакском написал повесть «Хроника выживания» о жизни людей на Северном Кавказе в период кризиса в Советском Союзе. Книга в сокращённом переводе Игоря Волгина опубликована в журнале «Октябрь» в 1995 году под названием «Спустившийся с гор». В предисловии Волгин назвал Хачилаева «дагестанским Хемингуэеем». Сам Надиршах увлекался творчеством Хемингуэя и, как отмечает филолог Хизри Ильясов, перенял у того технику построения диалога, особую стилистику и замысловатые конструкции эпитетов.
После смерти Хачилаева в некрологе писатель и историк Игорь Волгин написал:
Это была скупая, аскетичная и очень жестокая проза. В ней было много правды и не меньше крови. <…> Северный Кавказ представал под его пером отнюдь не как область романтических влечений, но как зона беды, как готовый в любую минуту взорваться котёл. Это был живущий по своим, родоплеменным и нередко криминальным законам мир, чья ментальность никак не вписывалась в “усредненный” советский пейзаж.
“От внимательного читателя, – писал я в предисловии к “Спустившемуся с гор”, – не укроются сокровенные смыслы этого текста, “наивность” которого лишь подчеркивает трагизм воплощенной в нем жизни”.
Однако сам Хачилаев в 2001 году в своём интервью заметил, что повесть «Спустившийся с гор» писал не он, а Игорь Волгин на основании его дневниковых записей, придав им сюжет, которого у Хачилаева не было.
В том же году Хачилаев заявлял о намерении написать книгу «Наш путь газавата», в которой, по его словам, он собирался поведать об усердии на пути Аллаха и о борьбе с разложением моральных ценностей. Часть этой книги была опубликована в 1999 году под названием «Руководство к программе всемирного восстания мусульман», в ней он подверг критике западную концепцию демократии как власти народа и противопоставил ей шариат как воплощения воли Бога.
Издавал вместе с Расулом Гамзатовым журнал «Белые журавли». В июле 2003 года вышла первая часть новой книги «Мой путь к правосудию», которая включала его биографию и мемуары и представляла из себя прелюдия ко второй — основной — части, посвящённой коррупционной политической системе власти Дагестана. Через месяц Надиршах умер и вторая часть не вышла.

## Память

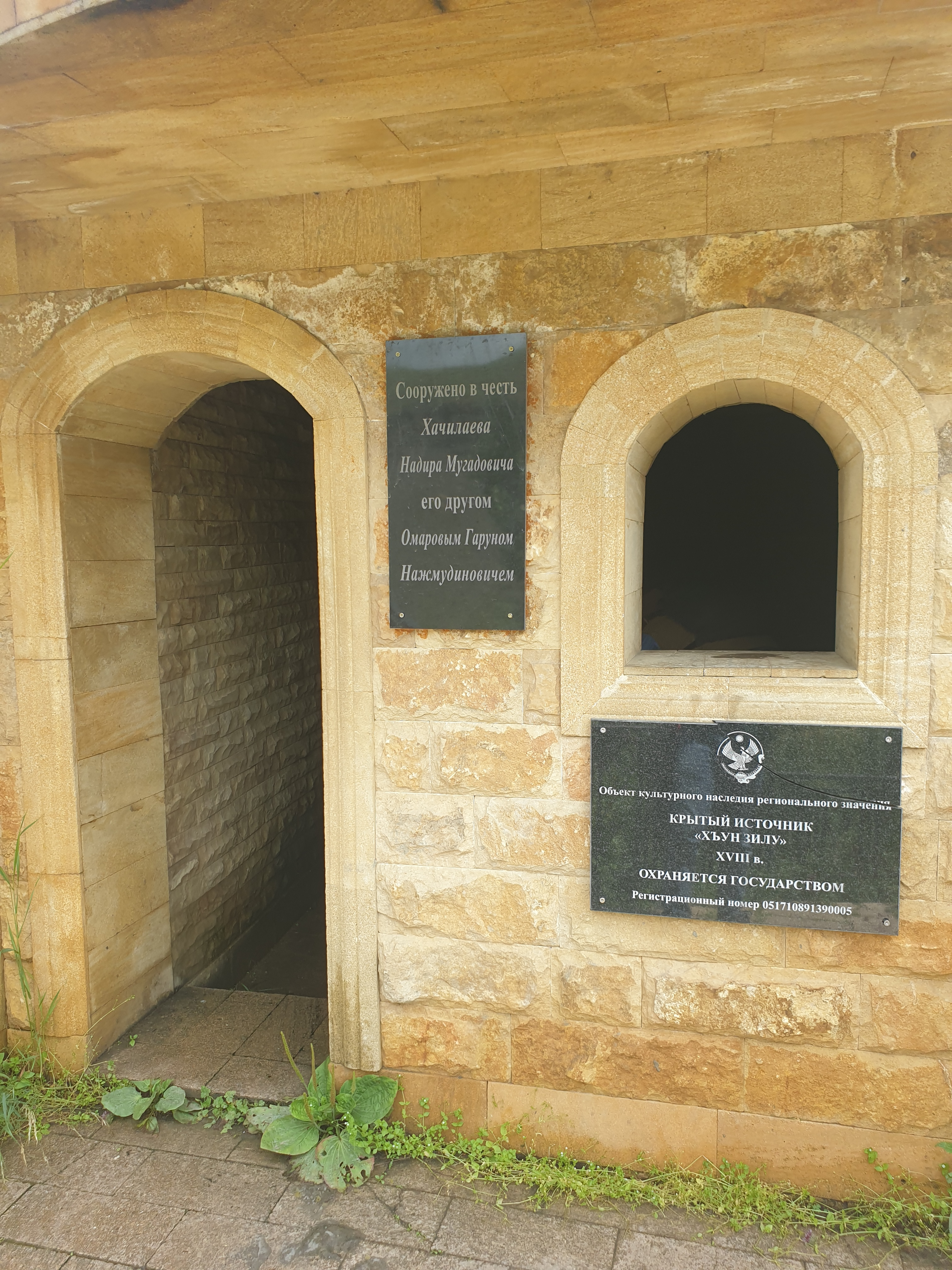
Крытый источник в Кумухе, сооружённый в честь Надиршаха Хачилаева

Будучи одним из самых популярных политиков Дагестана 1990-х годов, Надиршах Хачилаев имел в республике имидж смелого и прямолинейного человека. Частое применение незаконных методов также приближало его к образу «бандита». Для сторонников Хачилаевых этот бандитизм ассоциировался с традиционным для Кавказа явлением абречества и приобретал скорее благородный окрас.
В 2003 году доктор филологических наук Ильяс Хизриев издал сборник «Надир Хачилаев», который включал статьи о Хачилаеве конца 1990-х — начала 2000-х годов, а также интервью с ним. В 2008 году писательница Жанна Абуева выпустила биографическую книгу «Надыр Хачилаев: листая судьбу». В 2016 году в НБ РД прошла конференция, посвящённая творчеству Хачилаева, и презентация переиздания повести «Спустившийся с гор», где выступили различные дагестанские писатели, политики и сын Надиршаха.
В 2017 году в Дагестане был инициирован сбор подписей за то, чтобы улицу Котрова, где жили братья Хачилаевы, назвали в честь них, главе республики было направлено открытое письмо с просьбой увековечить память о братьях в благодарность за их миротворческую деятельность. В июне 2019 года на 60-летие со дня рождения Надиршаха в лакской газете Илчи был опубликован некролог в сопровождении с его стихами и фотографиями.

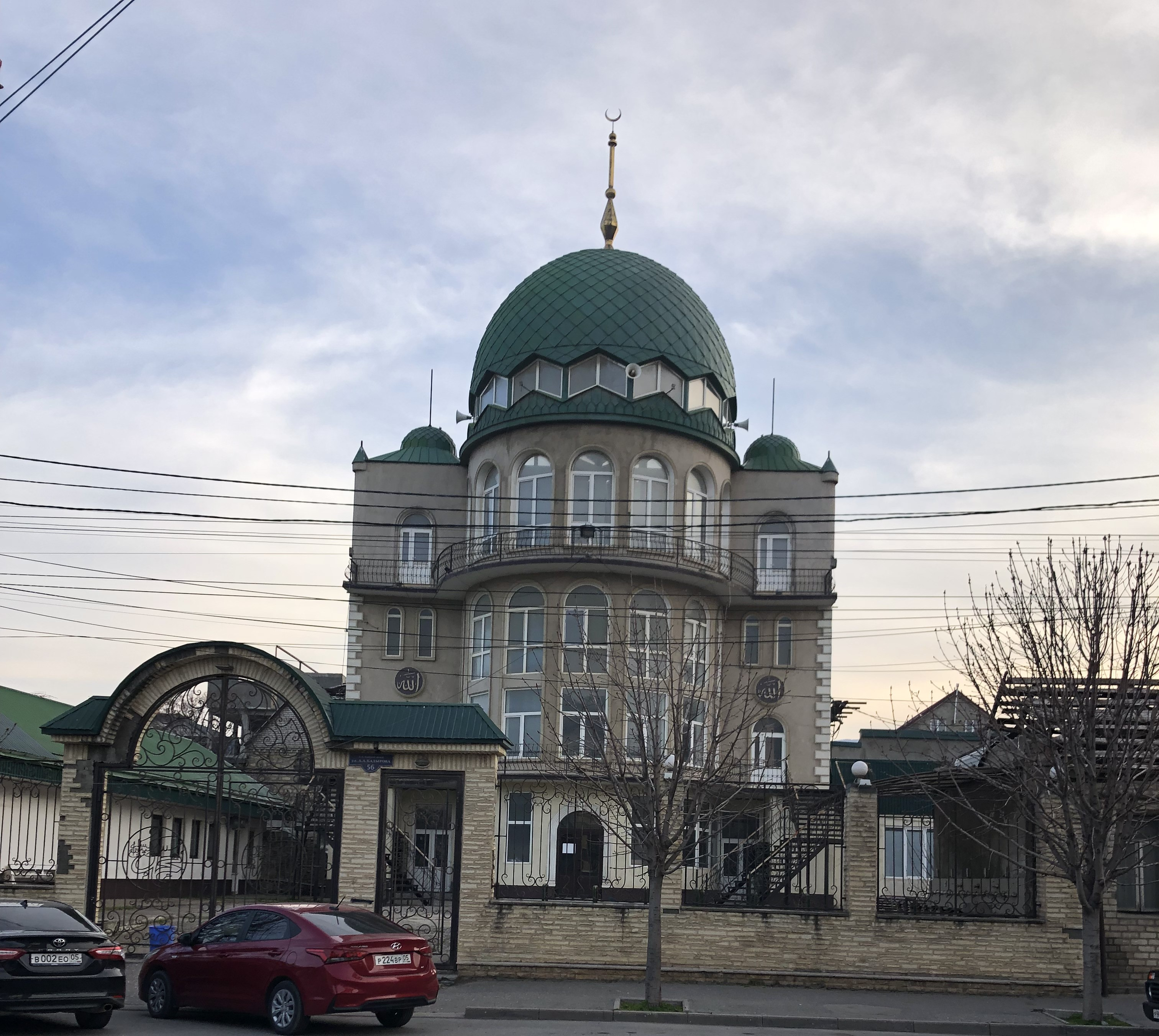
Мечеть ан-Надирия в Махачкале, названная в честь Надиршаха и основанная им.

### Комментарии
1. ↑  варианты написания — Надир, Нады́р, Надыршах
2. ↑  «Джамаат уаль Хуррият»